# Inondations de 2013 en Chine
Pour un article plus général, voir Inondations de 2013 en Chine et en Russie.
Les inondations de 2013 en Chine désignent des pluies torrentielles ayant touché la république populaire de Chine, au début de juillet 2013, et ayant mené à des inondations. Le Sichuan, province localisée au sud du pays, a été le plus durement touché. Près de 50 personnes ont été tuées dans ces inondations et plus de deux millions ont été évacuées,. Les inondations ont frappé 16 régions du pays et des cas de décès ont été enregistrés au Sichuan, Henan, Hebei et Yunnan, ainsi qu'à Pékin et en Mongolie-Intérieure.

## Déroulements
Formées durant le 6 ou 7 juillet 2013, des pluies torrentielles affectent 20 provinces chinoises et plus de 6 millions d'habitants. Le sud du pays est durement touché, affecté par ce qui a été décrit comme les pluies les plus violentes depuis 50 ans. Ces pluies causent des inondations qui, à leur tour, causent la destruction de ponts et de logements, en plus d'un mémorial de victimes liées au séisme de 2008 au Sichuan. Les pluies ont également causé des glissements de terrain et des douzaines de personnes ont été enterrées vivantes. Les régions montagneuses du Sichuan ont le plus souffert. Qushan, une ville devenue fantôme après le séisme de 2008, a été submergée par 23 m d'eau. Ce site était créé à la mémoire des victimes du séisme qui abritait également le Beichuan Earthquake Museum (en). Le 9 juillet, vers 11 h 30 heure locale, un pont s'effondre au-dessus de la rivière Tongkou, envoyant ainsi véhicules et piétons dans les eaux actives. Au moins douze personnes sont portées disparues et présumées mortes. Le pont n'a été remis en service que quelques jours après sa reconstruction après le séisme de 2008. L'eau coulait à 6 600 m3/s, encore plus qu'en 1954,. Deux autres ponts se sont effondrés au Sichuan, mais aucune victime n'a été déplorée.
À Dujiangyan, un glissement de terrain s'abat sur onze foyers et une quarantaine de personnes le 10 juillet. Au moins de personnes sont tuées par ces glissements qui s'étendent sur 2 km², et 20 autres rapportées disparues. Au total, plus de 300 foyers ont été détruits par les inondations au Sichuan. Le 10 juillet, plus de 2 000 personnes se font piéger par des glissements de terrain dans un tunnel reliant Dujiangyan à Wenchuan. Des équipes de secours ont été déployées sur place. Dans les provinces du Sichuan et du Yunnan, plus de 36 000 personnes ont été évacuées. À Suijiang, au Yunnan, quatre personnes ont été tuées par les inondations. Ces dernières ont détruit 5 280 foyers dans la province, et ont mené à l'arrêt des écoles dans les milieux ruraux. 352 touristes ont dû être évacués.
Le 10 juillet, 50 personnes au total ont été rapportées mortes, selon les médias chinois, et une soixantaine de disparues au Sichuan. D'autres fortes pluies sont attendues le 11 juillet.

## Facteurs
Guo Huadong, directeur du Center for Earth Observation and Digital Earth, explique que le séisme de 2008 aurait contribué à une instabilité géographique qui aurait causé des glissements de terrain. The New York Times explique que la déforestation était également un facteur significatif. Mu Jianxin, lui, pense que cette longue et forte saison est liée au réchauffement climatique.